# ちょうこくしつ座超銀河団
ちょうこくしつ座超銀河団 (Sculptor Supercluster) は、ちょうこくしつ座に位置する超銀河団。2dF銀河赤方偏移サーベイで観測された領域において、北天のスローン・グレートウォールと共に、最も際立った超銀河団である。エイベル・カタログに記載された25の銀河団から構成されている。